# 스즈키 다케카즈
스즈키 다케카즈(일본어: 鈴木 武一, 1956년 4월 8일~)는 일본의 전 축구 선수, 감독이다.

## 구단 경력
그는 일본 사커 리그의 요미우리에서 활동했다. 1983년과 1984년 2번의 일본 사커 리그 우승을 차지하였다.

## 지도자 경력
1990년부터 1995년까지, 1998년부터 1999년까지 브럼멜 센다이(베갈타 센다이)에서 감독을 맡았다.